# Сельское поселение Падовка
Сельское поселение Падовка — муниципальное образование в Пестравском районе Самарской области.
Административный центр — село Падовка.

## Административное устройство
В состав сельского поселения Падовка входят:
- село Малоархангельское,
- село Падовка,
- село Тростянь.